# Einar Bragi Sigurðsson
Einar Bragi Sigurðsson, 1921-2005, var en isländsk författare.
Einar Bragi Sigurðsson studerade i Sverige åren 1945–1953 och påverkades av fyrtiotalismen. Hans dikter präglas ofta av såväl naturmystik som politiskt engagemang. Han har översatt bland annat 20 skådespel av August Strindberg i två volymer (1992). En av hans böcker, Pilar av ljus (1976), har översatts till svenska.